# 曹剛川
曹 剛川（そう ごうせん、簡体字：曹刚川、繁体字：曹剛川、英語：Cao Gangchuan、ツァオ・ガンチュアン、1935年12月 - ）は、中華人民共和国の政治家、軍人。軍首脳の1人で階級は上将である。装備関係部隊で長期に渡ってし、副総参謀長、国防科学技術工業委員会主任、装備部部長の要職を経て、国防部長、党中央政治局員、党中央軍事委員会副主席を務めた。なお第15・16期党中央委員である。

## 経歴
1935年12月に河南省舞陽県に生まれる。
- 1954年7月 中国人民解放軍に入隊する。
- 1954年7月～1956年11月 解放軍南京第三砲兵軍械技術学校、第一軍械技術学校に入校する。卒業後、第一軍械技術学校の教員となる。
- 1956年7月 中国共産党に入党する。
- 1956年11月～1957年9月 大連ロシア語専科学校に入校する。
- 1957年9月～1963年10月 ソ連砲兵軍事アカデミーに留学する。
- 1963年10月～1969年10月 総後勤部軍械部弾薬処助理員となる。
- 1969年10月～1975年10月 総後勤部装備部兵工処助理員となる。
- 1975年10月～1979年 総参謀部装備部総合計画処参謀となる。
- 1979年～1982年8月 総参謀部装備部総合計画処副処長となる。
- 1982年8月～1989年7月 総参謀部装備部副部長となる。
- 1988年 少将となる。
- 1989年7月～1990年8月 総参謀部軍務部部長となる。
- 1990年 国防大学高級幹部哲学転訓班で学ぶ。
- 1990年8月～1992年11月 軍事委員会軍品貿易弁公室主任となる。
- 1992年11月～1996年11月 解放軍副総参謀長となる。
- 1994年～1996年 総参党委員会副書記を兼任する。
- 1993年 中将となる。
- 1996年11月～1998年4月 国防科学技術工業委員会主任、党委員会書記となる。
- 1998年4月 解放軍総装備部部長、党委員会書記となる。
- 1998年10月 党中央軍事委員会委員となる。
- 1998年 上将となる。
- 2002年11月 党中央政治局委員、中央軍事委員会副主席となる。
- 2003年3月 国務委員兼国防部長となる。
- 2008年3月 国務委員兼国防部長、中央軍事委員会副主席を退任した。

## 訪日
2007年8月29日に日本を訪問し、翌日の30日に高村正彦防衛大臣と4年振りとなる日中防衛首脳会談を行った。また安倍晋三首相との会談も行われた。
| 先代遅浩田 | 国防部長第9代：2003年3月 - 2008年3月 | 次代梁光烈 |

| 先代丁衡高 | 総装備部部長1996年11月 - 2002年11月 | 次代李継耐 |